# Старое кладбище (Никита)
Старое кладбище посёлка Никита, Никитское старое кладбище, Турецкое — закрытое кладбище посёлка Никита и ближайшей округи. Расположено ниже подъездной дороги Никитского ботанического сада, южнее по склону находится жилой посёлок работников НБС. Известно с XVIII века, сохранившиеся захоронения датируются XIX веком. С середины XX века закрыто.

## Описание
Многоконфессиональное, преимущественно относится к христианским конфессиям. Захоронены работники Никитского ботанического сада, мещане и помещики окрестных мелких населённых пунктов. Многие захоронения и памятники представляют историческую и художественную ценность.

## Известные захоронения

#### Объекты культурного наследия

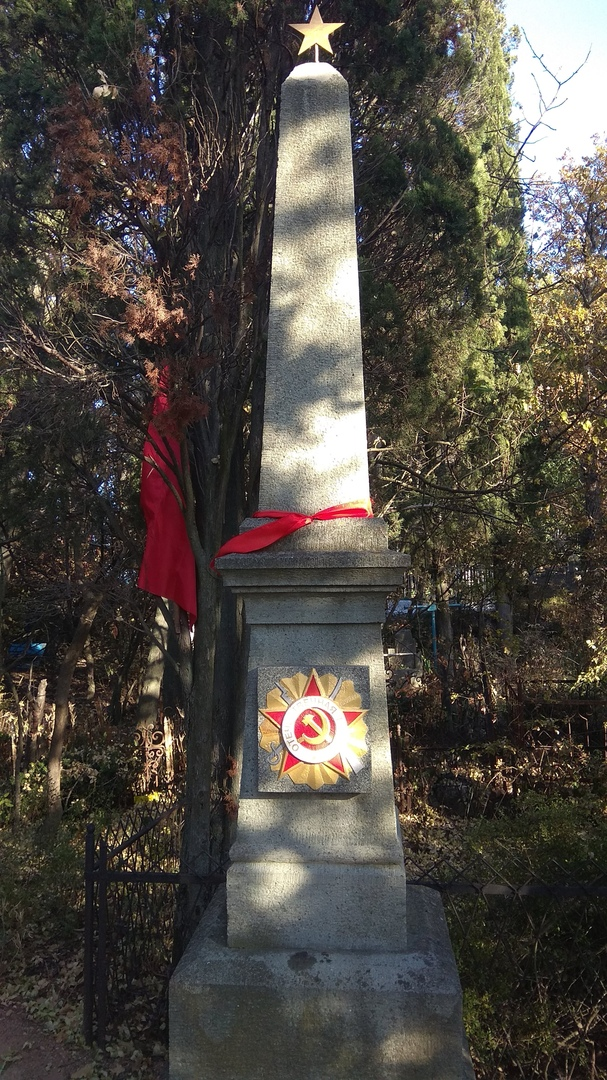
Братская могила советских воинов

На территории Никитинского кладбища имеется объекты культурного наследия регионального значения.
- Братская могила советских воинов[2][3].  Объект культурного наследия народов РФ регионального значения. Рег. № 911710901620005 (ЕГРОКН)

В братской могиле захоронены советские воины, погибшие в апреле 1944 года при освобождении Южного берега Крыма от немецко-фашистских захватчиков: сержант Бережной А. Н. радист танка 244-го Отдельного линейного Феодосийского танкового полка Отдельной Приморской армии; старший сержант Грунтовский И. Р. из состава 339 сп. 900 арт. ОПА полк, лейтенант Лиходеев С. Ф. из состава 589 сп. 216 сд. 51-й армии и умершие в эвакогоспитале № 4478, размещавшемся в санатории «Сосняк». Панченко М. И. фельдшер 493 сп 321 сд, погибшая, в ноябре 1941 года, в период отступления частей Красной Армии к Севастополю. В 1973 году в братскую могилу из сада Массандровской амбулатории перезахоронили солдата-связиста Старасенко П. А., погибшего 8 ноября 1941 года, а в 1975 году из 4-й балки «Журавлева» — Минеева И. Т., расстрелянного фашистами в 1942 году.
В мае 1975 года к 30-летию Победы Советского народа над фашистской Германией на братской могиле взамен был установлен новый обелиск, возведённый бригадой строителей Никитского ботанического сада и отлитый на заводе железобетонных изделий треста «Ялтаспецстрой».
- Могила М. А. Кочкина (1908—1980), директора Никитского ботанического сада[5]  Объект культурного наследия народов РФ регионального значения. Рег. № 911710901690005 (ЕГРОКН)

#### Учёные
- В. Г. Ломакин (1858—1913), ботаник, директор Никитского ботанического сада, художник[6].
- Ф. К. Калайда (1864—1942), ботаник, директор Никитского ботанического сада[6].
- Петров Василий Тимофеевич (1872—1953). Ученый-садовод НБС[6].
- Блонден Иван Петрович (1826—1900) член Парижской Национальной Академии[1].
- С. Ф. Охременко (1859-1925), главный винодел «Магарача», преподаватель училища и высших курсов виноделия[1].

#### Другие захоронения
- Анастасьев Виктор Константинович (23.03.1836 — 01.07.1897). Действительный статский советник, прокурор Симферопольского окружного суда, меломан[6].

- Памятник немецким солдатам, павшим в годы Второй мировой войны на территории полуострова, поставлен активистами фонда по поиском и захоронением останков воинов в 1993 году[6].